# Ellerstina

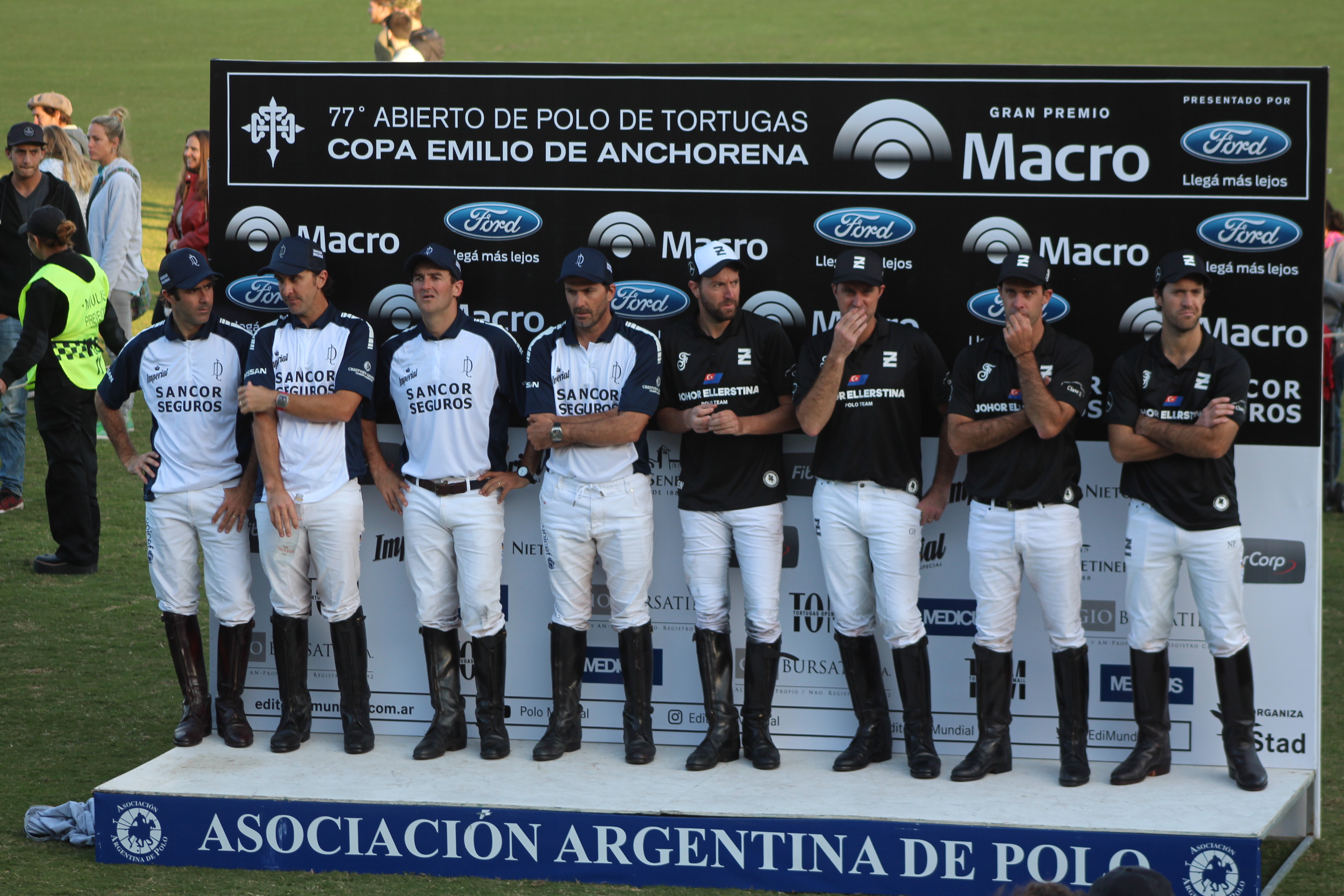
Ellerstina beim Tortugas Open, 2017

Ellerstina ist der Name eines argentinischen Poloclubs und des zugehörigen Poloteams.

## Ellerstina Poloclub
Der Poloclub wurde im Mai 1992 in General Rodriguez in der Provinz Buenos Aires gegründet. Der Präsident ist Gonzalo Pieres sen., der Sprecher Mariano Aguerre. Er hat 6 Polofelder und ist in die Kategorie „A“ eingeordnet. Der Poloclub ist mit der Asociación Argentina de Polo assoziiert. 
Seit 1999 werden die Ellerstina Club Poloturniere für Team-Handicaps zwischen 10 und 22 ausgetragen, um für alle Spielstärken ein Turnier zu bieten:
- Gold Cup, Team-Handicap max. 22 (Copa de Oro)
- Silber Cup, Team-Handicap max. 14 (Copa de Plata)
- Bronze Cup, Team-Handicap max. 10

Im November 2008 nahmen 16 Mannschaften am Copa de Oro teil. 

## Ellerstina Poloteam
Das Ellerstina Polo Team wurde von Gonzalo Pieres sen. und dem Australier Kerry Packer gegründet, um in Argentinien Polo zu spielen. 
1992 startete das Team bei den drei großen argentinischen Turnieren, den Tortugas Open, den Hurlingham Open und den Argentine Open. 
1994 gewann die Mannschaft, bestehend aus Pieres, Adolfo Cambiaso, Mariano Aguerre und Carlos Gracida, die Triple Corona, d. h., sie gewannen alle drei oben genannten Turniere in einem Jahr. Dies haben bisher erst vier Mannschaften in der Geschichte des argentinischen Polo geschafft. 1997 und 1998 gewann Ellerstina erneut die Argentine Open. 
2001 stieg Cambiaso aus dem Team aus, um mit einem eigenen Team zu spielen (La Dolfina). Die Mannschaft bildete sich daraufhin aus Pieres’ beiden ältesten Söhnen (Gonzalo und Facundo) sowie deren Cousins Pablo Mac Donough und Matias Mac Donough. 
2005 und 2007 unterlag die neue Mannschaft nur knapp im Finale der Argentine Open dem Rivalen La Dolfina.
2008 schied Matias Mac Donough aus dem Team aus und wurde durch Juan Martin Nero ersetzt. In dieser Aufstellung traf Ellerstina wieder auf La Dolfina im Finale, das dieses Mal Ellerstina 13-12 in der Verlängerung gewann. Nero wurde anschließend auf Handicap 10 heraufgestuft, damit ist das Team aktuell das zweite (neben La Dolfina), das ein „perfektes“ Handicap von 40 hat. 
2009 war zunächst ein sehr erfolgreiches Jahr für Ellerstina. Die Mannschaft gewann zunächst die Tortugas Open und die Hurlingham Open und war so nach 2005 erneut Anwärter auf die Triple Corona. Auch das Finale der Argentine Open wurde trotz eines verlorenen Vorrundenspiels erreicht, hier traf Ellerstina wie 2008 auf La Dolfina. Das Finale wurde wieder erst in der Verlängerung entschieden, La Dolfina gewann 17-16 und machte damit die Träume Ellerstinas von der Triple Corona  zunichte. 
2010 war ein sehr erfolgreiches Jahr für Ellerstina. Die Mannschaft gewann die Argentine Open durch einen knappen aber überzeugenden Sieg gegen La Dolfina. Da Ellerstina bereits die Tortugas Open und die Hurlingham Open gewonnen hatte, sicherte sich Ellerstina als erstes Team seit Langem, wieder die Triple Corona.
2016, 2017 und 2018 konnte das Team die Tortugas Open gewinnen.

## Aufstellung
| Jahr | Handicap | Spieler N°1                 | Spieler N°2                        | Spieler N°3                | Spieler N°4                |
| ---- | -------- | --------------------------- | ---------------------------------- | -------------------------- | -------------------------- |
| 2018 | 40       | Pablo Pieres (10)           | Nicolás Pieres (10)                | Gonzalo Pieres (10)        | Facundo Pieres (10)        |
| 2017 | 39       | Pablo Pieres (9)            | Gonzalo Pieres (10)                | Facundo Pieres (10)        | Nicolás Pieres (10)        |
| 2016 | 39       | Facundo Pieres (10)         | Pablo Pieres (10)                  | Gonzalo Pieres (10)        | Nicolás Pieres (9)         |
| 2015 | 39       | Pablo Pieres (10)           | Nicolás Pieres (9)                 | Gonzalo Pieres (10)        | Facundo Pieres (10)        |
| 2014 | 38       | Facundo Pieres (10)         | Gonzalo Pieres (10)                | Mariano Aguerre (9)        | Nicolás Pieres (9)         |
| 2013 | 39       | Nicolás Pieres (9)          | Mariano Aguerre (10)               | Gonzalo Pieres (10)        | Facundo Pieres (10)        |
| 2012 | 38       | Nicolás Pieres (9)          | Mariano Aguerre (9)                | Gonzalo Pieres (10)        | Facundo Pieres (10)        |
| 2011 | 37       | Facundo Pieres (10)         | Nicolás Pieres (8)                 | Ignacio Heguy (9)          | Gonzalo Pieres (10)        |
| 2010 | 40       | Facundo Pieres (10)         | Gonzalo Pieres (10)                | Pablo Mac Donough (10)     | Juan Martín Nero (10)      |
| 2009 | 40       | Facundo Pieres (10)         | Gonzalo Pieres (10)                | Pablo Mac Donough (10)     | Juan Martín Nero (10)      |
| 2008 | 39       | Facundo Pieres (10)         | Gonzalo Pieres (10)                | Pablo Mac Donough (10)     | Juan Martín Nero (9)       |
| 2007 | 38       | Facundo Pieres (10)         | Gonzalo Pieres (10)                | Pablo Mac Donough (9)      | Juan Martín Nero (9)       |
| 2006 | 38       | Facundo Pieres (10)         | Gonzalo Pieres (10)                | Pablo Mac Donough (9)      | Juan Martín Nero (9)       |
| 2005 | 35       | Facundo Pieres (9)          | Gonzalo Pieres (9)                 | Pablo Mac Donough (9)      | Matías Mac Donough (8)     |
| 2004 | 33       | Facundo Pieres (8)          | Gonzalo Pieres (9)                 | Pablo Mac Donough (8)      | Matías Mac Donough (8)     |
| 2003 | 30       | Facundo Pieres (6)          | Gonzalo Pieres (8)                 | Pablo Mac Donough (8)      | Matías Mac Donough (8)     |
| 2002 | 35       | Gonzalo Pieres (8)          | Eduardo Novillo Astrada Junior (9) | Javier Novillo Astrada (9) | Miguel Novillo Astrada (9) |
| 2001 | 35       | Gonzalo Pieres (8)          | Eduardo Novillo Astrada Junior (9) | Javier Novillo Astrada (9) | Miguel Novillo Astrada (9) |
| 2000 | 32       | Fabio Diniz (8)             | Gonzalo Pieres (7)                 | Gonzalo Pieres (9)         | Marcos Di Paola (8)        |
| 1999 | 39       | Adolfo Cambiaso Junior (10) | Mariano Aguerre (10)               | Gonzalo Pieres (10)        | Bartolomé Castagnola (9)   |
| 1998 | 38       | Adolfo Cambiaso Junior (10) | Mariano Aguerre (9)                | Gonzalo Pieres (10)        | Bartolomé Castagnola (9)   |
| 1997 | 37       | Adolfo Cambiaso Junior (10) | Mariano Aguerre (9)                | Gonzalo Pieres (10)        | Bartolomé Castagnola (8)   |
| 1996 | —        | —                           | —                                  | —                          | —                          |
| 1995 | 39       | Adolfo Cambiaso Junior (10) | Mariano Aguerre (9)                | Gonzalo Pieres (10)        | Carlos Gracida (10)        |
| 1994 | 39       | Adolfo Cambiaso Junior (10) | Mariano Aguerre (9)                | Gonzalo Pieres (10)        | Carlos Gracida (10)        |
| 1993 | –        | —                           | —                                  | —                          | —                          |
| 1992 | 35       | Adolfo Cambiaso Junior (9)  | Mariano Aguerre (8)                | Gonzalo Pieres (10)        | Cristian Laprida (8)       |

## Titel
- Argentine Open: 6

1994, 1997, 1998, 2008, 2010 und 2012
- Hurlingham Open: 10

1994, 1995, 1999, 2005, 2007, 2009, 2010, 2016, 2017 und 2018
- Tortugas Open: 10

1992, 1994, 1995, 2005, 2007, 2008, 2009, 2010, 2011 und 2012
- Triple Corona: 2

1994 und 2010

## Belege
1. ↑   Argentina - Ellerstina win 2010 Hurlingham Open (Memento vom 17. Dezember 2010 im Internet Archive)